# Saints-Geosmes
Saints-Geosmes község Franciaország Grand Est régiójában, Haute-Marne megyében. Lakosainak száma 886 fő (2018. január 1.). Saints-Geosmes Balesmes-sur-Marne, Bourg, Brennes, Cohons, Langres, Noidant-le-Rocheux és Perrancey-les-Vieux-Moulins községekkel határos.
2016. január 1-jén a régi Saints-Geosmes egyesült Balesmes-sur-Marne korábbi községgel. Az így létrejött új község neve szintén Saints-Geosmes lett.

## Népesség
A település népessége az elmúlt években az alábbi módon változott:
| Lakosok száma | 919  | 893  | 1186 | 890  | 886  |
|               | 2013 | 2015 | 2016 | 2017 | 2018 |